# Zbigniew Burian
Zbigniew Burian (ur. 31 marca 1895 w Siemianicach, zm. 1 stycznia 1976 w Toruniu) – podporucznik Wojska Polskiego, powstaniec wielkopolski, kawaler Orderu Virtuti Militari.

## Życiorys
Urodził się 31 marca 1895 w Siemianicach, w ówczesnym powiecie kępińskim rejencji poznańskiej, w rodzinie Stefana i Heleny z Paszkiewiczów. Absolwent szkoły powszechnej. Po jej ukończeniu uczył się zegarmistrzostwa. W 1915 wcielony został do armii niemieckiej i w jej szeregach walczył na frontach I wojny światowej. W listopadzie 1918 wstąpił do Polskiej Organizacji Wojskowej Zaboru Pruskiego. W grudniu 1918 zaciągnął się do oddziałów powstańczych i walczył w powstaniu wielkopolskim. W styczniu 1919 stał się żołnierzem I batalionu saperów wielkopolskich. W jego szeregach walczył w wojnie polsko-bolszewickiej. W czasie wyprawy kijowskiej, za męstwo okazane w budowie przepraw pod ogniem nieprzyjaciela odznaczony został Orderem „Virtuti Militari” V klasy. W sierpniu 1920 awansowany na stopień chorążego. Po zakończeniu działań wojennych pełnił zawodową służbę wojskową w 8 batalionie saperów w Toruniu. W składzie Armii „Pomorze" walczył w kampanii wrześniowej. 19 września dostał się do niemieckiej niewoli. Do 1945 przebywał w oflagu w Murnau. 
W 1947 wrócił do kraju i pracował w biurach różnych instytucji. Zmarł w Toruniu i spoczywa na cmentarzu Najświętszej Maryi Panny. 
Był żonaty z Joanną z Jędrzejczaków, z którą miał córkę Krystynę.

## Ordery i odznaczenia
- Krzyż Srebrny Orderu Virtuti Militari nr 5507[3][1]
- Krzyż Kawalerski Orderu Odrodzenia Polski[1]
- Krzyż Walecznych[4][1]
- Brązowy Krzyż Zasługi[1]
- Medal Pamiątkowy za Wojnę 1918–1921[4]
- Medal Dziesięciolecia Odzyskanej Niepodległości[4]